# Évariste Mertens
Pour les articles homonymes, voir Évariste et Mertens.
Évariste René François Mertens (né le 9 décembre 1846 à Breda et mort le 23 mars 1907 à Zurich) est un architecte paysagiste suisse d'origine belge.

## Biographie
Né en 1846, Évariste Mertens est originaire de Belgique. Après avoir terminé ses études à l'Institut horticole de Gand et son apprentissage en Angleterre et en France, il s'installe en Suisse à l'âge de 24 ans. Il y fonde avec son condisciple Arnold Neher une entreprise horticole à Schaffhouse.
Avec le paysagiste Otto Karl Froebel, il prend une part importante à la réalisation du jardin public du Zürichhorn à Zurich. Il crée sa propre entreprise de jardinage dans cette même ville, reprise ensuite par son fils. En plus d'équipements publics, Mertens a également conçu de nombreux jardins privés.

## Réalisations
- Parc de la villa Patumbah, Zurich
- Parc du château Sihlberg, Zurich
- Aménagement du quai de Zurich (Arboretum et Parkanlagen), Zürichhorn
- Parc de la villa Boveri, Baden
- Parc à Schinznach-Bad
- Aménagement du quai, Zug
- Parc à Baden
- Réaménagement du parc sur l'emplacement du Musée national suisse, Zurich
- Jardin de l'église de Hottingen (Zurich)

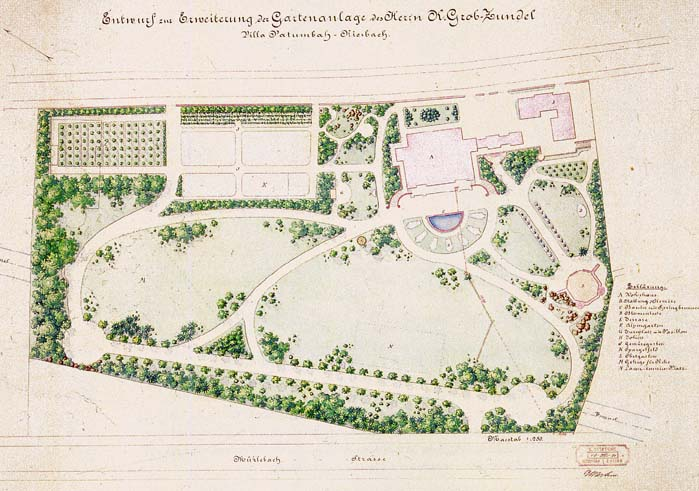
Plan du parc Patumbah par Mertens